# Synema mysorense
Synema mysorense là một loài nhện trong họ Thomisidae.
Loài này thuộc chi Synema. Synema mysorense được Benoy Krishna Tikader miêu tả năm 1980.